# Vennmühle
Die Vennmühle war eine Wassermühle in der Gemeinde Brüggen, die als Ölmühle betrieben wurde.

## Geographie
Die Vennmühle hat ihren Standort an der Schwalm am Vennmühlenweg in der Gemeinde Brüggen im Kreis Viersen. Oberhalb liegt die Borner Mühle, unterhalb die Brüggener Mühle. Der Wasserspiegel der Schwalm liegt bei 42 m über NN.

## Geschichte
Bei der Vennmühle handelte es sich um eine Ölmühle, die 1473 nach einem Brand erstmals genannt wurde und zum Grundbesitz von St. Pantaleon gehörte. Die Mühle lag am Rande des Laarer Bruches, in dem bis ins 19. Jahrhundert Torf gestochen wurde. Sie brannte 1750 erneut ab, wurde jedoch wieder aufgebaut und kam 1821 in den Besitz der Familie Printzen aus Amern. Die bauten die Mühle 1836 zu einer Papiermühle um. Im Jahre 1928 brannte die Vennmühle erneut ab. Dieses dritte Brandunglück bedeutete auch das Ende der Mühle. Zwischen 1934 und 1942 dienten die Gebäude als Lager für den Reichsarbeitsdienst, der bei der Schwalm-Regulierung eingesetzt war. Das Hauptgebäude dient heute als Kindergarten.

## Denkmalbeschreibung
19. Jh. Wohnhaus, 2-geschossig in 4:2 Achsen, Backstein, geschlämmt, Walmdach.
(Denkmalliste Nr. 41, Eintrag: 21. Juni 1990)

## Galerie

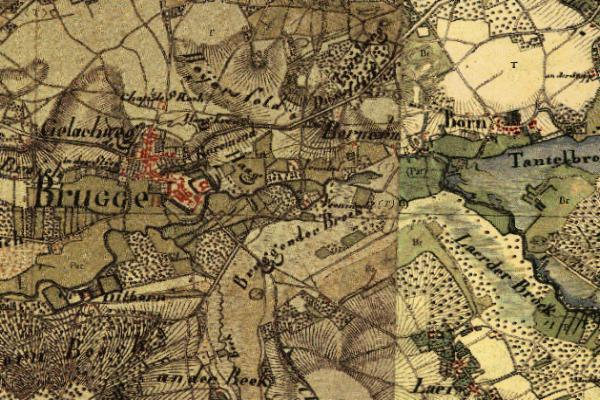
Tranchotkarte 1806